# Lista de vereadores de Paulínia
Esta é a lista de vereadores de Paulínia, município brasileiro do estado de São Paulo.
A câmara municipal de Paulínia é formada atualmente por quinze cadeiras, a partir da eleição de 2012, diferentemente do que em anos anteriores que era de 10 cadeiras, desde 2004, quando, por determinação do TSE, as cidades passaram a ter um número de vereadores equivalente à sua população. O prédio da Câmara chama-se Prédio Ulysses Guimarães.

## 14ª Legislatura (2021–2024)
Estes são os vereadores eleitos nas eleições de 15 de novembro de 2020, pelo período de 1° de janeiro de 2021 a 31 de dezembro de 2024:
| Mesa Diretora (2021-2022)     |                       |                        |                           |
| Nome                          | Início do mandato     | Fim do mandato         | Cargo                     |
| Fábio de Paula Valadão (PL)   | 1º de janeiro de 2021 | 31 de dezembro de 2022 | Presidente da Câmara      |
| João Carlos Mota (DC)         | 1º de janeiro de 2021 | 31 de dezembro de 2022 | Vice-presidente da Câmara |
| Edilson Rodrigues Júnior (SD) | 1º de janeiro de 2021 | 31 de dezembro de 2022 | 1º Secretário             |
| José Pereira Soares (Rep.)    | 1º de janeiro de 2021 | 31 de dezembro de 2022 | 2º Secretário             |

|    | Nome                                                                             | Partido                                | Votos | %    | Observações |
| -- | -------------------------------------------------------------------------------- | -------------------------------------- | ----- | ---- | ----------- |
| 1  | Ademilson Jeferson Paes, Tiguila (Paulínia, 22.07.1982–)                         | CIDADANIA                              | 1.462 | 2,61 | 3º mandato  |
| 2  | Fábio de Lucas Clarasso Marques, Fábio da Van (São José dos Campos, 01.05.1978–) | CIDADANIA                              | 1.159 | 2,07 | 1º mandato  |
| 3  | Fábio de Paula Valadão (2021-2022) (São Paulo, 14.12.1977–)                      | Partido Liberal (PL)                   | 1.144 | 2,04 | 3º mandato  |
| 4  | Alexandro Eduardo da Silva (São Paulo, 24.11.1977–)                              | Solidariedade (SD)                     | 1.032 | 1,84 | 1º mandato  |
| 5  | Heliton Fernandes Costa de Carvalho, Gibi Professor (São Paulo, 29.10.1981–)     | Partido Trabalhista Brasileiro (PTB)   | 1.016 | 1,81 | 1º mandato  |
| 6  | Pedro Luiz de Bernarde Netto (Paulínia, 26.02.1994–)                             | CIDADANIA                              | 1.012 | 1,81 | 1º mandato  |
| 7  | José Pereira Soares (Manaíra, 20.06.1985–)                                       | REPUBLICANOS                           | 1.005 | 1,79 | 1º mandato  |
| 8  | Edilson Rodrigues Júnior, Edilsinho Rodrigues (2023-2024) (Santos, 11.03.1970–)  | Solidariedade (SD)                     | 1.003 | 1,79 | 3º mandato  |
| 9  | João Carlos Mota, Dr. João Mota (Campinas, 27.03.1967–)                          | Democracia Cristã (DC)                 | 916   | 1,64 | 2º mandato  |
| 10 | Messias Camilo Filho, Messias Boi (Picos, 16.12.1974–)                           | Partido Liberal (PL)                   | 881   | 1,57 | 1º mandato  |
| 11 | Flávio Xavier de Sousa (Jardim Alegre, 07.04.1977–)                              | Podemos (PODE)                         | 862   | 1,54 | 2º mandato  |
| 12 | José Carlos Coco da Silva, Zé Coco (Mendes Pimentel, 06.04.1973–)                | Partido Socialista Brasileiro (PSB)    | 809   | 1,44 | 3º mandato  |
| 13 | Heldervan Pereira Silva, Helder Pereira (Águas Formosas, 08.01.1976–)            | Partido Liberal (PL)                   | 664   | 1,19 | 1º mandato  |
| 14 | Carlos Alberto Coelho, Grilo (Campinas, 29.08.1968–)                             | Movimento Democrático Brasileiro (MDB) | 604   | 1,08 | 1º mandato  |
| 15 | Cícero Luiz de Brito (Rancharia, 05.08.1968–)                                    | Movimento Democrático Brasileiro (MDB) | 437   | 0,78 | 1º mandato  |

## 13ª Legislatura (2017–2020)
Estes são os vereadores eleitos nas eleições de 2 de outubro de 2016, pelo período de 1° de janeiro de 2017 a 31 de dezembro de 2020.
| Mesa Diretora (2019-2020)   |                       |                        |                           |
| Nome                        | Início do mandato     | Fim do mandato         | Cargo                     |
| Antonio Miguel Ferrari (DC) | 1º de janeiro de 2019 | 31 de dezembro de 2020 | Presidente da Câmara      |
| Fábio de Paula Valadão (PL) | 1º de janeiro de 2019 | 31 de dezembro de 2020 | Vice-presidente da Câmara |
| Tiguila Paes (CIDADANIA)    | 1º de janeiro de 2019 | 31 de dezembro de 2020 | 1º Secretário             |
| Marcelo D2 (DC)             | 1º de janeiro de 2019 | 31 de dezembro de 2020 | 2º Secretário             |

| Mesa Diretora (2017-2018)             |                       |                        |                           |
| Nome                                  | Início do mandato     | Fim do mandato         | Cargo                     |
| Ednilson Cazellato (PSDB)             | 1º de janeiro de 2017 | 31 de dezembro de 2018 | Presidente da Câmara      |
| Danilo Henrique Macedo de Barros (PR) | 1º de janeiro de 2017 | 31 de dezembro de 2018 | Vice-presidente da Câmara |
| Fábio de Paula Valadão (PRTB)         | 1º de janeiro de 2017 | 31 de dezembro de 2018 | 1º Secretário             |
| Flávio Xavier de Sousa (PSDC)         | 1º de janeiro de 2017 | 31 de dezembro de 2018 | 2º Secretário             |

|    | Nome                                                                      | Partido                                         | Votos | %    | Observações |
| -- | ------------------------------------------------------------------------- | ----------------------------------------------- | ----- | ---- | ----------- |
| 1  | Roberto Aparecido Meschiati, Kiko Meschiatti (Paulínia, 12.01.1976–)      | Partido Republicano Brasileiro (PRB)            | 1.724 | 3,19 | 1º mandato  |
| 2  | Fábio de Paula Valadão (São Paulo, 14.12.1977–)                           | Partido Renovador Trabalhista Brasileiro (PRTB) | 1.713 | 3,17 | 2º mandato  |
| 3  | Ednilson Cazellato, Dú Cazellato (2017-2018) (Campinas, 17.07.1971–)      | Partido da Social Democracia Brasileira (PSDB)  | 1.413 | 2,62 | 2º mandato  |
| 4  | José Carlos Coco da Silva, Zé Coco (Mendes Pimentel, 06.04.1973–)         | Partido Verde (PV)                              | 1.308 | 2,42 | 2º mandato  |
| 5  | Edilson Rodrigues Júnior, Edilsinho (Santos, 11.03.1970–)                 | Partido da Social Democracia Brasileira (PSDB)  | 1.247 | 2,31 | 2º mandato  |
| 6  | Ademilson Jeferson Paes, Tiguila (Paulínia, 22.07.1982–)                  | Partido Popular Socialista (PPS)                | 1.168 | 2,16 | 2º mandato  |
| 7  | Danilo Henrique Macedo de Barros (Paulínia, 20.03.1987–)                  | Partido da República (PR)                       | 1.146 | 2,12 | 2º mandato  |
| 8  | João Pinto Mota (Jardim Alegre, 29.06.1963–)                              | Partido Social Democrata Cristão (PSDC)         | 1.104 | 2,05 | 2º mandato  |
| 9  | Antonio Miguel Ferrari, Loira (2019-2020) (Campinas, 12.12.1959–)         | Partido Social Democrata Cristão (PSDC)         | 1.009 | 1,87 | 3º mandato  |
| 10 | Marcos Roberto Bolonhezi, Marquinho Fiorella (Boa Esperança, 28.04.1975–) | Partido Socialista Brasileiro (PSB)             | 995   | 1,84 | 4º mandato  |
| 11 | Fábio Alexandre Ferrari, Prof. Xandynho Ferrari (Paulínia, 27.11.1982–)   | Partido Social Democrático (PSD)                | 936   | 1,73 | 1º mandato  |
| 12 | Fábia Ramalho da Silva, Inclusão Social (Campinas, 17.03.1974–)           | Partido da Mobilização Nacional (PMN)           | 928   | 1,72 | 1º mandato  |
| 13 | Flávio Xavier de Sousa (Jardim Alegre, 07.04.1977–)                       | Partido Social Democrata Cristão (PSDC)         | 880   | 1,63 | 1º mandato  |
| 14 | Marcelo Penha de Souza Ferraz, Marcelo D2 (Campinas, 22.04.1990–)         | Partido Republicano da Ordem Social (PROS)      | 753   | 1,40 | 1º mandato  |
| 15 | Manoel Barbosa de Souza, Manoel Filhos da Fruta (Palmeirina, 23.04.1974–) | Partido Comunista do Brasil (PCdoB)             | 690   | 1,28 | 1º mandato  |

## 12ª Legislatura (2013–2016)
Estes são os vereadores eleitos nas eleições de 7 de outubro de 2012, pelo período de 1° de janeiro de 2013 a 31 de dezembro de 2016:
| Mesa Diretora (2015-2016)     |                       |                        |                           |
| Nome                          | Início do mandato     | Fim do mandato         | Cargo                     |
| Sandro César Caprino (PRB)    | 1º de janeiro de 2015 | 31 de dezembro de 2016 | Presidente da Câmara      |
| Marcos Roberto Bolonhezi (PP) | 1º de janeiro de 2015 | 31 de dezembro de 2016 | Vice-presidente da Câmara |
| José Carlos da Silva (PTB)    | 1º de janeiro de 2015 | 31 de dezembro de 2016 | 1º Secretário             |
| Ademilson Jeferson Paes (PP)  | 1º de janeiro de 2015 | 31 de dezembro de 2016 | 2º Secretário             |

| Mesa Diretora (2013-2014)                  |                       |                        |                           |
| Nome                                       | Início do mandato     | Fim do mandato         | Cargo                     |
| Marcos Roberto Bolonhezi (PP)              | 1º de janeiro de 2013 | 31 de dezembro de 2014 | Presidente da Câmara      |
| Danilo Henrique Macedo de Barros (PC do B) | 1º de janeiro de 2013 | 31 de dezembro de 2014 | Vice-presidente da Câmara |
| Edilson Rodrigues Júnior (PPS)             | 1º de janeiro de 2013 | 31 de dezembro de 2014 | 1º Secretário             |
| Ademilson Jeferson Paes (PP)               | 1º de janeiro de 2013 | 31 de dezembro de 2014 | 2º Secretário             |

|    | Nome                                                                     | Partido                                         | Votos | %    | Observações |
| -- | ------------------------------------------------------------------------ | ----------------------------------------------- | ----- | ---- | ----------- |
| 1  | Marcos Roberto Bolonhezi, Marquinho Fiorella (Campo Mourão, 28.04.1975–) | Partido Progressista (PP)                       | 1.633 | 3,25 | 3º mandato  |
| 2  | Ednilson Cazellato, Du Cazellato (Campinas, 17.07.1971–)                 | Partido Progressista (PP)                       | 1.528 | 3,04 | 1º mandato  |
| 3  | Sandro César Caprino (2015-2016) (São Paulo, 17.08.1971–)                | Partido Republicano Brasileiro (PRB)            | 1.482 | 2,95 | 1º mandato  |
| 4  | Dr. Gustavo Yatecola Bomfim (Garça, 01.09.1972–)                         | Partido Trabalhista do Brasil (PT do B)         | 1.416 | 2,82 | 2º mandato  |
| 5  | José Carlos da Silva, Zé Coco (Mendes Pimentel, 06.04.1973–)             | Partido Trabalhista Brasileiro (PTB)            | 1.360 | 2,71 | 1º mandato  |
| 6  | Siméia Nunes da Silva, Siméia Zanon (Campinas, 03.11.1970–)              | Partido Social Democrata Cristão (PSDC)         | 1.249 | 2,48 | 2º mandato  |
| 7  | Marcos Roberto de Bernarde, Marquinho da Bola (Itu, 06.02.1968–)         | Partido Socialista Brasileiro (PSB)             | 1.094 | 2,18 | 5º mandato  |
| 8  | Ângela Maria Duarte (Paulínia, 17.03.1967–)                              | Partido Renovador Trabalhista Brasileiro (PRTB) | 1.034 | 2,06 | 1º mandato  |
| 9  | Edilson Rodrigues Júnior, Edilsinho (Santos, 11.03.1970–)                | Partido Popular Socialista (PPS)                | 991   | 1,97 | 1º mandato  |
| 10 | Fábio de Paula Valadão (São Paulo, 14.12.1977–)                          | Partido Trabalhista Brasileiro (PTB)            | 982   | 1,95 | 1º mandato  |
| 11 | João Pinto Mota (Jardim Alegre, 09.06.1963–)                             | Partido Social Democrata Cristão (PSDC)         | 969   | 1,93 | 1º mandato  |
| 12 | Danilo Henrique Macedo de Barros (Paulínia, 20.03.1987–)                 | Partido Comunista do Brasil (PCdoB)             | 847   | 1,69 | 1º mandato  |
| 13 | Ademilson Jeferson Paes, Tiguila (Paulínia, 22.07.1982–)                 | Partido Progressista (PP)                       | 843   | 1,68 | 1º mandato  |
| 14 | João Carlos Mota, Dr. João Mota (Campinas, 27.03.1967–)                  | Partido dos Trabalhadores (PT)                  | 628   | 1,25 | 1º mandato  |
| 15 | Custódio Campos de Oliveira (Rinópolis, 17.03.1956–)                     | Partido dos Trabalhadores (PT)                  | 608   | 1,21 | 2º mandato  |

## 11ª Legislatura (2009–2012)
Estes são os vereadores eleitos nas eleições de 5 de outubro de 2008, pelo período de 1° de janeiro de 2009 a 31 de dezembro de 2012:
| Mesa Diretora (2011-2012)                         |                       |                        |                           |
| Nome                                              | Início do mandato     | Fim do mandato         | Cargo                     |
| Marcos Roberto de Bernarde (PTB) (até 02.10.2012) | 1º de janeiro de 2011 | 31 de dezembro de 2012 | Presidente da Câmara      |
| Adilson Domingos Censi (DEM) (de 02.10.2012 a)    | 1º de janeiro de 2011 | 31 de dezembro de 2012 | Presidente da Câmara      |
| Adilson Domingos Censi (DEM)                      | 1º de janeiro de 2011 | 31 de dezembro de 2012 | Vice-presidente da Câmara |
| Gustavo Yatecola Bomfim (PSDC)                    | 1º de janeiro de 2011 | 31 de dezembro de 2012 | 1º Secretário             |
| Marcos Roberto Bolonhezi (PP)                     | 1º de janeiro de 2011 | 31 de dezembro de 2012 | 2º Secretário             |

| Mesa Diretora (2009-2010)        |                       |                        |                           |
| Nome                             | Início do mandato     | Fim do mandato         | Cargo                     |
| Marcos Roberto Bolonhezi (PP)    | 1º de janeiro de 2009 | 31 de dezembro de 2010 | Presidente da Câmara      |
| Marcos Roberto de Bernarde (PTB) | 1º de janeiro de 2009 | 31 de dezembro de 2010 | Vice-presidente da Câmara |
| Gustavo Yatecola Bomfim (PSDC)   | 1º de janeiro de 2009 | 31 de dezembro de 2010 | 1º Secretário             |
| Siméia Nunes da Silva (PSDC)     | 1º de janeiro de 2009 | 31 de dezembro de 2010 | 2ª Secretária             |

|    | Nome                                                                     | Partido                                            | Votos | %    | Observações |
| -- | ------------------------------------------------------------------------ | -------------------------------------------------- | ----- | ---- | ----------- |
| 1  | Marcos Roberto Bolonhezi, Marquinho Fiorella (Campo Mourão, 28.04.1975–) | Partido Progressista (PP)                          | 2.114 | 5,08 | 2º mandato  |
| 2  | Francisco Almeida Bonavita Barros (Apuiarés, 05.12.1957–)                | Partido do Movimento Democrático Brasileiro (PMDB) | 1.771 | 4,26 | 5º mandato  |
| 3  | Adilson Domingos Censi, Palito (Campinas, 23.08.1974–)                   | Democratas (DEM)                                   | 1.652 | 3,97 | 1º mandato  |
| 4  | Marcos Roberto de Bernarde, Marquinho da Bola (Itu, 06.02.1968–)         | Partido Trabalhista Brasileiro (PTB)               | 1.409 | 3,39 | 4º mandato  |
| 5  | Jurandir Batista de Matos (Paulínia, 29.10.1965–)                        | Partido do Movimento Democrático Brasileiro (PMDB) | 1.281 | 3,08 | 3º mandato  |
| 6  | Amarildo José Rodrigues da Silva (Campinas, 05.06.1962–)                 | Democratas (DEM)                                   | 1.278 | 3,07 | 1º mandato  |
| 7  | Antônio Miguel Ferrari, Loira (Campinas, 12.12.1959–)                    | Partido Progressista (PP)                          | 1.127 | 2,71 | 2º mandato  |
| 8  | Siméia Nunes da Silva, Siméia Zanon (Campinas, 03.11.1970–)              | Partido Social Democrata Cristão (PSDC)            | 709   | 1,70 | 1º mandato  |
| 9  | Custódio Campos de Oliveira (Rinópolis, 17.03.1956–)                     | Partido dos Trabalhadores (PT)                     | 702   | 1,69 | 1º mandato  |
| 10 | Dr. Gustavo Yatecola Bomfim (Garça, 01.09.1972–)                         | Partido Social Democrata Cristão (PSDC)            | 630   | 1,51 | 1º mandato  |

## 10ª Legislatura (2005–2008)
Estes são os vereadores eleitos nas eleições de 3 de outubro de 2004, pelo período de 1° de janeiro de 2005 a 31 de dezembro de 2008:
| Mesa Diretora (2007-2008)                |                       |                        |                           |
| Nome                                     | Início do mandato     | Fim do mandato         | Cargo                     |
| Francisco Almeida Bonavita Barros (PMDB) | 1º de janeiro de 2007 | 31 de dezembro de 2008 | Presidente da Câmara      |
| André Luiz de Matos (PMDB)               | 1º de janeiro de 2007 | 31 de dezembro de 2008 | Vice-presidente da Câmara |
| Marcos Roberto de Bernarde (PMN)         | 1º de janeiro de 2007 | 31 de dezembro de 2008 | 1º Secretário             |
| Marcos Roberto Bolonhezi (PP)            | 1º de janeiro de 2007 | 31 de dezembro de 2008 | 2º Secretário             |

| Mesa Diretora (2005-2006)                |                       |                        |                           |
| Nome                                     | Início do mandato     | Fim do mandato         | Cargo                     |
| Simone dos Santos Moura (PAN)            | 1º de janeiro de 2005 | 31 de dezembro de 2006 | Presidente da Câmara      |
| Francisco Almeida Bonavita Barros (PMDB) | 1º de janeiro de 2005 | 31 de dezembro de 2006 | Vice-presidente da Câmara |
| André Luiz de Matos (PMDB)               | 1º de janeiro de 2005 | 31 de dezembro de 2006 | 1º Secretário             |
| Odair José Bordignon (PDT)               | 1º de janeiro de 2005 | 31 de dezembro de 2006 | 2º Secretário             |

|    | Nome                                                                       | Partido                                            | Votos | %    | Observações |
| -- | -------------------------------------------------------------------------- | -------------------------------------------------- | ----- | ---- | ----------- |
| 1  | Simone dos Santos Moura (2005-2006) (Cabo de Santo Agostinho, 29.05.1967–) | Partido dos Aposentados da Nação (PAN)             | 1.241 | 3,00 | 1º mandato  |
| 2  | Francisco Almeida Bonavita Barros (2007-2008) (Apuiarés, 05.12.1957–)      | Partido do Movimento Democrático Brasileiro (PMDB) | 1.200 | 2,90 | 4º mandato  |
| 3  | Jaime Donizete Pereira, Jaiminho (Flórida Paulista, 19.02.1958–)           | Partido do Movimento Democrático Brasileiro (PMDB) | 1.198 | 2,90 | 3º mandato  |
| 4  | Odair José Bordignon (Paulínia, 22.11.1948–)                               | Partido Democrático Trabalhista (PDT)              | 1.173 | 2,84 | 5º mandato  |
| 5  | Marcos Roberto de Bernarde, Marquinho da Bola (Itu, 06.02.1968–)           | Partido da Mobilização Nacional (PMN)              | 1.161 | 2,81 | 3º mandato  |
| 6  | André Luiz de Matos (Campinas, 07.05.1971–)                                | Partido do Movimento Democrático Brasileiro (PMDB) | 1.030 | 2,49 | 2º mandato  |
| 7  | Amauri Pértile (Paulínia, 14.09.1957–)                                     | Partido da Frente Liberal (PFL)                    | 961   | 2,32 | 2º mandato  |
| 8  | Cláudio Roberto Vieira, Neco Vieira (Campinas, 18.09.1970–)                | Partido da Mobilização Nacional (PMN)              | 909   | 2,20 | 2º mandato  |
| 9  | Marcos Roberto Bolonhezi, Marquinho Fiorella (Boa Esperança, 28.04.1975–)  | Partido Progressista (PP)                          | 863   | 2,09 | 1º mandato  |
| 10 | Antônio Miguel Ferrari, Loira (Campinas, 12.12.1959–)                      | Partido Progressista (PP)                          | 740   | 1,79 | 1º mandato  |

## 9ª Legislatura (2001–2004)
Estes são os vereadores eleitos nas eleições de 1º de outubro de 2000, pelo período de 1° de janeiro de 2001 a 31 de dezembro de 2004:
| Mesa Diretora (2003-2004)     |                       |                        |                      |
| Nome                          | Início do mandato     | Fim do mandato         | Cargo                |
| Jaime Donizete Pereira (PMDB) | 1º de janeiro de 2003 | 31 de dezembro de 2004 | Presidente da Câmara |
| Carlos Eduardo Ferreira (PFL) | 1º de janeiro de 2003 | 31 de dezembro de 2004 | 1º Secretário        |
| André Luiz de Matos (PMDB)    | 1º de janeiro de 2003 | 31 de dezembro de 2004 | 2º Secretário        |

|    | Nome                                                                         | Partido                                            | Votos | %    | Observações |
| -- | ---------------------------------------------------------------------------- | -------------------------------------------------- | ----- | ---- | ----------- |
| 1  | André Luiz de Matos (Campinas, 07.05.1971–)                                  | Partido do Movimento Democrático Brasileiro (PMDB) | 910   | 2,74 | 1º mandato  |
| 2  | Marcos Roberto de Bernarde, Marquinho (Itu, 06.02.1968–)                     | Partido Trabalhista Brasileiro (PTB)               | 794   | 2,39 | 2º mandato  |
| 3  | Jaime Donizete Pereira, Jaiminho (2003-2004) (Flórida Paulista, 19.02.1958–) | Partido do Movimento Democrático Brasileiro (PMDB) | 737   | 2,22 | 2º mandato  |
| 4  | Odair José Bordignon (Paulínia, 22.11.1948–)                                 | Partido da Social Democracia Brasileira (PSDB)     | 701   | 2,11 | 4º mandato  |
| 5  | Amauri Pértile, Amauri da Casa do Menor (Paulínia, 14.09.1957–)              | Partido da Frente Liberal (PFL)                    | 699   | 2,11 | 1º mandato  |
| 6  | Drª. Sônia Prado de Oliveira (Barretos, 27.03.1942–)                         | Partido da Social Democracia Brasileira (PSDB)     | 662   | 1,99 | 3º mandato  |
| 7  | Francisco Almeida Barros, Bona (Apuiarés, 05.12.1957–)                       | Partido Trabalhista Brasileiro (PTB)               | 635   | 1,91 | 3º mandato  |
| 8  | Mário Lacerda Souza (Pires do Rio, 18.10.1968–)                              | Partido Popular Socialista (PPS)                   | 628   | 1,89 | 2º mandato  |
| 9  | Mauro Vitor da Silva, Mauro da Petrobrás (Botelhos, 14.03.1952–)             | Partido da Social Democracia Brasileira (PSDB)     | 600   | 1,81 | 2º mandato  |
| 10 | Emerson Eduardo dos Santos, Gordura (2001-2002) (Campinas, 01.01.1974–)      | Partido do Movimento Democrático Brasileiro (PMDB) | 577   | 1,74 | 2º mandato  |
| 11 | Jurandir Aparecido Navarro, Jura Navarro (Paulínia, 19.07.1955–)             | Partido Social Trabalhista (PST)                   | 524   | 1,58 | 1º mandato  |
| 12 | Carlos Eduardo Ferreira, Eduardo da Rádio (Paulínia, 25.09.1965–)            | Partido da Frente Liberal (PFL)                    | 493   | 1,49 | 1º mandato  |
| 13 | Carlos Aparecido Ferrari, Carlinhos (Paulínia, 11.01.1955–)                  | Partido Popular Socialista (PPS)                   | 475   | 1,43 | 2º mandato  |
| 14 | Benedito Gregório Pereira (Espírito Santo do Pinhal, 26.04.1953–)            | Partido Social Trabalhista (PST)                   | 460   | 1,39 | 1º mandato  |
| 15 | Cláudio Roberto Vieira (Campinas, 18.09.1970–)                               | Partido da Mobilização Nacional (PMN)              | 316   | 0,95 | 1º mandato  |

## 8ª Legislatura (1997–2000)
Estes são os vereadores eleitos nas eleições de 3 de outubro de 1996, pelo período de 1° de janeiro de 1997 a 31 de dezembro de 2000:
|    | Nome                                                          | Partido                                                                                  | Votos | %    | Observações |
| -- | ------------------------------------------------------------- | ---------------------------------------------------------------------------------------- | ----- | ---- | ----------- |
| 1  | Odair José Bordignon (Paulínia, 22.11.1948–)                  | Partido da Social Democracia Brasileira (PSDB)                                           | 1.026 | 4,03 | 3º mandato  |
| 2  | Francisco Almeida Barros (Apuiarés, 05.12.1957–)              | Partido do Movimento Democrático Brasileiro (PMDB)                                       | 648   | 2,55 | 2º mandato  |
| 3  | Jurandir Batista de Matos (1997-2000) (Campinas, 29.10.1965–) | Partido do Movimento Democrático Brasileiro (PMDB)                                       | 647   | 2,54 | 2º mandato  |
| 4  | João Lanza Júnior                                             | Partido da Frente Liberal (PFL)                                                          | 558   | 2,19 | 3º mandato  |
| 5  | Jaime Donizete Pereira (Flórida Paulista, 19.02.1958–)        | Partido do Movimento Democrático Brasileiro (PMDB)                                       | 540   | 2,12 | 1º mandato  |
| 6  | Luís Gonsalves Rosate (Luiz Antônio, 13.08.1950–)             | Partido Trabalhista Brasileiro (PTB)                                                     | 533   | 2,10 | 3º mandato  |
| 7  | Jurandir José Bonomi (Campinas, 07.02.1960–)                  | Partido do Movimento Democrático Brasileiro (PMDB)/ Partido Trabalhista Brasileiro (PTB) | 504   | 1,98 | 3º mandato  |
| 8  | Odejair Carlos Guadagnini (Campinas, 09.09.1959–)             | Partido da Frente Liberal (PFL)                                                          | 439   | 1,73 | 1º mandato  |
| 9  | Emerson Eduardo dos Santos (Campinas, 01.01.1974–)            | Partido Social Trabalhista (PST)                                                         | 426   | 1,67 | 1º mandato  |
| 10 | Ângelo Corassa Filho (–19.09.2000)                            | Partido Trabalhista Brasileiro (PTB)/ (PPS)                                              | 405   | 1,59 | 5º mandato  |
| 11 | Mário Lacerda Souza (Pires do Rio, 18.10.1968–)               | Partido da Frente Liberal (PFL)                                                          | 389   | 1,53 | 1º mandato  |
| 12 | Mauro Batida Marques (Paulínia, 18.06.1956–)                  | Partido Social Trabalhista (PST)                                                         | 363   | 1,43 | 1º mandato  |
| —  | Marcos Roberto de Bernarde (Itu, 06.02.1968–)                 | Partido Trabalhista Brasileiro (PTB)                                                     | 354   | 1,39 | 1º mandato  |
| 13 | Rubens Antonio de França (Paulínia, 03.07.1955–)              | Partido Verde (PV)                                                                       | 319   | 1,25 | 2º mandato  |
| 14 | Antonio Carlos Gaspar (Paulínia, 31.01.1955–)                 | Partido Verde (PV)                                                                       | 287   | 1,13 | 1º mandato  |
| 15 | Mauro Vitor da Silva (Botelhos, 14.03.1952–)                  | Partido da Social Democracia Brasileira (PSDB)                                           | 236   | 0,93 | 1º mandato  |

## 7ª Legislatura (1993–1996)
Estes são os vereadores eleitos nas eleições de 3 de outubro de 1992, pelo período de 1° de janeiro de 1993 a 31 de dezembro de 1996:
|    | Nome                                                        | Partido                                            | Votos | %    | Observações |
| -- | ----------------------------------------------------------- | -------------------------------------------------- | ----- | ---- | ----------- |
| 1  | Nelson Peroni (1995-1996)                                   | Partido do Movimento Democrático Brasileiro (PMDB) | 563   | 2,37 | 1º mandato  |
| 2  | Sônia Prado de Oliveira (1993-1994) (Barretos, 27.03.1942–) | Partido do Movimento Democrático Brasileiro (PMDB) | 558   | 2,34 | 2º mandato  |
| 3  | Odair José Bordignon (Paulínia, 22.11.1948–)                | Partido Trabalhista Brasileiro (PTB)               | 525   | 2,21 | 2º mandato  |
| 4  | Luís Gonsalves Rosate (Luiz Antônio, 13.08.1950–)           | Partido Trabalhista Brasileiro (PTB)               | 460   | 1,93 | 2º mandato  |
| 5  | Jurandir Batista de Matos (Campinas, 29.10.1965–)           | Partido do Movimento Democrático Brasileiro (PMDB) | 433   | 1,82 | 1º mandato  |
| 6  | João Lanza Júnior                                           | Partido Trabalhista Brasileiro (PTB)               | 433   | 1,82 | 2º mandato  |
| 7  | Francisco Almeida Barros (Apuiarés, 05.12.1957–)            | Partido Trabalhista Brasileiro (PTB)               | 418   | 1,76 | 1º mandato  |
| 8  | Mário Antonio Furlan (Paulínia, 23.06.1957–)                | Partido Trabalhista Brasileiro (PTB)               | 376   | 1,56 | 2º mandato  |
| 9  | Jurandir José Bonomi (Campinas, 07.02.1960–)                | Partido Trabalhista Brasileiro (PTB)               | 366   | 1,54 | 2º mandato  |
| 10 | Ângelo Corassa Filho (–19.09.2000)                          | Partido Trabalhista Brasileiro (PTB)               | 351   | 1,47 | 4º mandato  |
| 11 | Antonio Carlos Atauri (Paulínia, 15.06.1953–)               | Partido do Movimento Democrático Brasileiro (PMDB) | 246   | 1,03 | 1º mandato  |
| 12 | Luiz Carlos Freiria (São João da Boa Vista, 13.02.1950–)    | Partido do Movimento Democrático Brasileiro (PMDB) | 243   | 1,02 | 1º mandato  |
| 13 | Rubens Antonio de França (Pompeia, 03.07.1955–)             | Partido Verde (PV)                                 | 200   | 0,84 | 1º mandato  |
| 14 | Maria Sílvia de Arruda Ferro                                | Partido Democrático Trabalhista (PDT)              | 190   | 0,80 | 1º mandato  |
| 15 | Osvaldo de Jesus Vicêncio (Araçatuba, 16.02.1945–)          | Partido Verde (PV)                                 | 189   | 0,79 | 1º mandato  |
| —  | Aparecido Navarro                                           |                                                    |       |      | 4º mandato  |
| —  | Heitor Molina Cortez (Paulínia, 10.12.1952–)                |                                                    |       |      | 1º mandato  |
| —  | Pedro Estevão de Oliveira (Caratinga, 20.03.1947–)          |                                                    |       |      | 1º mandato  |

## 6ª Legislatura (1989–1992)
Estes são os vereadores eleitos nas eleições de 15 de novembro de 1988, pelo período de 1° de janeiro de 1989 a 31 de dezembro de 1992:
|    | Nome                                                     | Partido                                            | Votos | %    | Observações |
| -- | -------------------------------------------------------- | -------------------------------------------------- | ----- | ---- | ----------- |
| 1  | Odair José Bordignon (1991-1992) (Paulínia, 22.11.1948–) | Partido Social Democrático (PSD)                   | 489   | 2,66 | 1º mandato  |
| 2  | Gentil Canhestro de Oliveira (Piracema, 21.08.1932–)     | Partido Social Democrático (PSD)                   | 381   | 2,07 | 1º mandato  |
| 3  | José Luiz Casarin Penha (Piracicaba, ??)                 | Partido do Movimento Democrático Brasileiro (PMDB) | 353   | 1,92 | 2º mandato  |
| 4  | Ângelo Corassa Filho (1989-1990) (–19.09.2000)           | Partido Social Democrático (PSD)                   | 334   | 1,82 | 3º mandato  |
| 5  | Mário Antonio Furlan (Paulínia, 23.06.1957–)             | Partido Humanista Nacional (PHN)                   | 302   | 1,64 | 1º mandato  |
| 6  | Jurandir José Bonomi (Campinas, 07.02.1960–)             | Partido Social Democrático (PSD)                   | 289   | 1,57 | 1º mandato  |
| 7  | Antonio Paulo Pongeluppi (Campinas, 06.03.1937–03.2009)  | Partido Social Democrático (PSD)                   | 270   | 1,47 | 1º mandato  |
| 8  | João Lanza Júnior                                        | Partido Liberal (PL)                               | 264   | 1,43 | 1º mandato  |
| 9  | Vicente Navarro                                          | Partido do Movimento Democrático Brasileiro (PMDB) | 258   | 1,40 | 2º mandato  |
| 10 | Sônia Prado de Oliveira (Barretos, 27.03.1942–)          | Partido do Movimento Democrático Brasileiro (PMDB) | 240   | 1,30 | 1º mandato  |
| 11 | José Gonçalves de Lima                                   | Partido do Movimento Democrático Brasileiro (PMDB) | 236   | 1,28 | 1º mandato  |
| 12 | Joaquim Justino Júnior                                   | Partido Socialista Brasileiro (PSB)                | 233   | 1,27 | 1º mandato  |
| 13 | Armando Müller Filho                                     | Partido do Movimento Democrático Brasileiro (PMDB) | 229   | 1,24 | 2º mandato  |
| 14 | Luís Gonsalves Rosate (Luiz Antônio, 13.08.1950–)        | Partido Trabalhista Brasileiro (PTB)               | 227   | 1,23 | 1º mandato  |
| 15 | Carlos Aparecido Ferrari (Paulínia, 11.01.1955–)         | Partido Democrático Trabalhista (PDT)              | 179   | 0,97 | 1º mandato  |

## 5ª Legislatura (1983–1988)
Estes são os vereadores eleitos nas eleições de 15 de novembro de 1982:
|    | Nome                                                                            | Partido                                            | Votos | %    | Observações |
| -- | ------------------------------------------------------------------------------- | -------------------------------------------------- | ----- | ---- | ----------- |
| 1  | Antonio Celso Vieira (1984-1985)                                                | Partido do Movimento Democrático Brasileiro (PMDB) | 528   | 4,49 | 1º mandato  |
| 2  | Manoel Aurélio Teixeira Magri (02 a 08.1987) (Promissão, 07.05.1946–)           | Partido do Movimento Democrático Brasileiro (PMDB) | 466   | 3,96 | 1º mandato  |
| 3  | Ângelo Corassa Filho (–19.09.2000)                                              | Partido Democrático Social (PDS)                   | 391   | 3,32 | 2º mandato  |
| 4  | José Roberto Fávero (Paulínia, 19.10.1949–)                                     | Partido Democrático Social (PDS)                   | 367   | 3,12 | 3º mandato  |
| 5  | José Motta                                                                      | Partido Democrático Social (PDS)                   | 355   | 3,02 | 5º mandato  |
| 6  | Sylvio Rodrigues Viamonte (1983-1984) (Santos, 06.11.1940–Paulínia, 13.01.2016) | Partido do Movimento Democrático Brasileiro (PMDB) | 332   | 2,82 | 2º mandato  |
| 7  | Oadil Pietrobom                                                                 | Partido Democrático Social (PDS)                   | 328   | 2,79 | 4º mandato  |
| 8  | João Beraldo                                                                    | Partido Democrático Social (PDS)                   | 318   | 2,70 | 3º mandato  |
| 9  | Aparecido Navarro (1985-1987)                                                   | Partido do Movimento Democrático Brasileiro (PMDB) | 293   | 2,49 | 3º mandato  |
| 10 | Armando Müller Filho (1987-08.1988)                                             | Partido do Movimento Democrático Brasileiro (PMDB) | 274   | 2,33 | 1º mandato  |
| 11 | José Yunes                                                                      | Partido do Movimento Democrático Brasileiro (PMDB) | 267   | 2,27 | 1º mandato  |
| —  | Eglimberto José Belintani                                                       |                                                    |       |      | 1º mandato  |
| —  | José Luiz Casarin Penha (08 a 12.1988) (Piracicaba, ??)                         |                                                    |       |      | 1º mandato  |
| —  | Nelson Jesus Ferro                                                              |                                                    |       |      | 1º mandato  |

## 4ª Legislatura (1977–1983)
Estes são os vereadores eleitos nas eleições de 15 de novembro de 1976:
|    | Nome                                                    | Partido                             | Votos | %     | Observações |
| -- | ------------------------------------------------------- | ----------------------------------- | ----- | ----- | ----------- |
| 1  | Angelino Pigatto (1977-1979)                            | Aliança Renovadora Nacional (ARENA) | 901   | 15,35 | 3º mandato  |
| 2  | Oadil Pietrobom (1979-1981)                             | Aliança Renovadora Nacional (ARENA) | 566   | 9,65  | 3º mandato  |
| 3  | Benedito Dias de Carvalho                               | Aliança Renovadora Nacional (ARENA) | 430   | 7,33  | 1º mandato  |
| 4  | José Motta                                              | Aliança Renovadora Nacional (ARENA) | 411   | 7,00  | 4º mandato  |
| 5  | Vicente Navarro                                         | Aliança Renovadora Nacional (ARENA) | 382   | 6,51  | 1º mandato  |
| 6  | Mário Vicente Brasil Conte                              | Aliança Renovadora Nacional (ARENA) | 279   | 4,75  | 1º mandato  |
| 7  | Sylvio Rodrigues Viamonte                               | Aliança Renovadora Nacional (ARENA) | 261   | 4,45  | 1º mandato  |
| 8  | João Beraldo                                            | Aliança Renovadora Nacional (ARENA) | 213   | 3,63  | 2º mandato  |
| 9  | José Roberto Fávero (1981-1983) (Paulínia, 19.10.1949–) | Aliança Renovadora Nacional (ARENA) | 202   | 3,44  | 2º mandato  |
| 10 | Osvaldo Guerino Pazzetti (–11.2014)                     | Aliança Renovadora Nacional (ARENA) | 192   | 3,27  | 2º mandato  |
| 11 | Armando Furlan (1982)                                   | Aliança Renovadora Nacional (ARENA) | 177   | 3,02  | 3º mandato  |
| –  | Ângelo Corassa Filho                                    |                                     |       |       | 1º mandato  |
| –  | Alberto dos Santos                                      |                                     |       |       | 1º mandato  |

## 3ª Legislatura (1973–1977)
Estes são os vereadores eleitos nas eleições de 15 de novembro de 1972:
|   | Nome                                        | Partido                             | Observações                |
| - | ------------------------------------------- | ----------------------------------- | -------------------------- |
| 1 | Antonio Furlan                              |                                     | 2º mandato                 |
| 2 | Aparecido Navarro                           |                                     | 2º mandato                 |
| 3 | Armando Furlan                              |                                     | 2º mandato                 |
| 4 | Guido Berton (1975-1977)                    |                                     | 2º mandato                 |
| 5 | Heitor Manoel Zambelli                      |                                     | 1º mandato                 |
| 6 | José Motta (1973-1975)                      |                                     | 3º mandato                 |
| 7 | José Roberto Fávero (Paulínia, 19.10.1949–) | Aliança Renovadora Nacional (ARENA) | 1º mandato e 1º secretário |
| 8 | Oadil Pietrobom                             |                                     | 2º mandato                 |
| 9 | Osvaldo Guerino Pazetti (–11.2014)          |                                     | 1º mandato                 |

## 2ª Legislatura (1969–1973)
Estes são os vereadores eleitos nas eleições de 1969:
|   | Nome                                                  | Observações |
| - | ----------------------------------------------------- | ----------- |
| 1 | Angelino Pigatto (1969-1970) e (1972-1973)            | 2º mandato  |
| 2 | Antonio Furlan                                        | 1º mandato  |
| 3 | Aparecido Navarro                                     | 1º mandato  |
| 4 | Guido Berton (1970-1972)                              | 1º mandato  |
| 5 | Hélio Ferro                                           | 2º mandato  |
| 6 | Hélio José Malavazi (Campinas, 01.09.1913–06.06.1996) | 2º mandato  |
| 7 | José Motta                                            | 2º mandato  |
| 8 | Oadil Pietrobom                                       | 1º mandato  |
| 9 | Waldemar Ferreira da Costa                            | 1º mandato  |

## 1ª Legislatura (1965–1969)
Estes são os vereadores eleitos nas eleições de 7 de março de 1965:
|   | Nome                                                              | Observações |
| - | ----------------------------------------------------------------- | ----------- |
| 1 | Angelino Pigatto                                                  | 1º mandato  |
| 2 | Anísio Perissinotto                                               | 1º mandato  |
| 3 | Hélio Ferro                                                       | 1º mandato  |
| 4 | Hélio José Malavazi (1965-1969) (Campinas, 01.09.1913–06.06.1996) | 1º mandato  |
| 5 | João Beraldo                                                      | 1º mandato  |
| 6 | José Improta                                                      | 1º mandato  |
| 7 | José Motta                                                        | 1º mandato  |
| 8 | Mário Gervenutti Ferro                                            | 1º mandato  |
| 9 | Orlando Trevenzolli (, 28.04.1925–18.06.2022)                     | 1º mandato  |

## Legenda
| cor  | significado          |
| Bege | Presidente da Câmara |
| Azul | Suplente             |